# Solanum morelliforme
Solanum morelliforme är en potatisväxtart som beskrevs av Friedrich August Georg Bitter och Ernst Münch. Solanum morelliforme ingår i släktet skattor som ingår i familjen potatisväxter. Inga underarter finns listade i Catalogue of Life.

## Bildgalleri

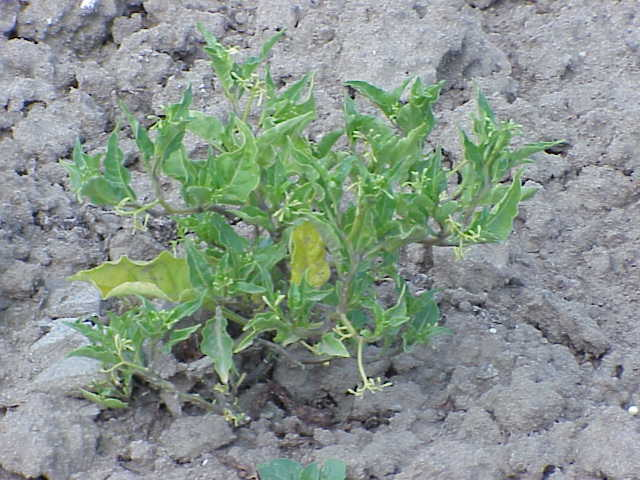